# Le Denier de César
 (février 2023).
Si vous disposez d'ouvrages ou d'articles de référence ou si vous connaissez des sites web de qualité traitant du thème abordé ici, merci de compléter l'article en donnant les références utiles à sa vérifiabilité et en les liant à la section « Notes et références ».
Le Denier de César est une œuvre du peintre Philippe de Champaigne réalisée vers 1663-1665, et conservée au musée des beaux-arts de Montréal.

## Histoire
Cette œuvre parvient au musée par un legs du Dr et Mme Max Stern.

## Sujet et description
Reconnu pour ses œuvres religieuses, Philippe de Champaigne illustre ici un épisode des Évangiles durant lequel des Pharisiens tendent une pièce à Jésus avec l'intention de le prendre en défaut. En lui demandant s'il croit qu'il faut payer l'impôt à Rome, les Pharisiens tentent de mettre Jésus dans l'embarras. Une réponse négative pourrait entraîner des représailles des autorités romaines, tandis qu'une réponse positive offenserait les Juifs, opposés à l'occupation. C'est à ce moment que Jésus répondit : « Rendez à César ce qui est à César et à Dieu ce qui est à Dieu ».
Dans un format où les personnages peints en grandeur nature semblent inciter le spectateur à participer à la scène, Philippe de Champaigne peint Jésus, tandis qu'il désigne le denier, frappé de l'effigie de César, tenu par le Pharisien, et qui, le doigt en l'air pour désigner Dieu, donne sa réponse. Dans un style classique et rigoureux, Philippe de Champaigne équilibre les coloris vifs, dont le châle du pharisien ourlé d'une inscription en hébreu. À gauche, un autre pharisien coiffé d'un bandeau également recouvert d'inscriptions hébraïques semble réfléchir à la réponse de Jésus, de même que celui complètement à gauche, une main sur le menton. À l'extrême droite, un personnage vu de profil serait un autoportrait de Philippe de Champaigne.

## Sources
- Notice du musée des beaux-arts de Montréal
- Guide : Musée des beaux-arts de Montréal, Montréal, éd. Musée des beaux-arts de Montréal, 2007, 2e éd. (1re éd. 2003), 342 p. (ISBN 978-2-89192-312-5), p. 129.